# Phyciodes rohweri
Phyciodes rohweri är en fjärilsart som beskrevs av Cockerell 1913. Phyciodes rohweri ingår i släktet Phyciodes och familjen praktfjärilar. Inga underarter finns listade i Catalogue of Life.